# 乾荒
（?—?），中国上古神话人物，又名韩流。根据《山海经》记载，黄帝妻嫘祖，生昌意，昌意降处若水，生韩流，又名乾荒。韩流擢首、谨耳、人面、豕喙（猪嘴）、麟身、渠股、豚趾（猪蹄）。娶淖子阿女，生颛顼高阳氏。与《史记·五帝本纪》、《大戴礼记》、《帝王世纪》所说的颛顼是昌意和昌仆之子都不相同。